# The First Take
The First Take ist ein im Jahr 2019 gegründeter japanischer YouTube-Kanal, der Sängerinnen und Sänger einlädt, einen in einem Take aufgenommenen Song vorzutragen.

## Konzept
Die Videos auf The First Take werden in einem Studio gefilmt, wobei zwischen Mittel- und Nahaufnahmen des ausführenden Sängers und eines Mikrofons vor einem meist weißen Hintergrund gewechselt wird. Das Videomaterial wird in 4K-Auflösung mit hoher Audioqualität aufgenommen. Laut Kreativdirektor Keisuke Shimizu werden die Sänger gebeten, die Aufnahmen wie einen Live-Auftritt zu behandeln. Die Zeitung The Japan Times merkt an, dass der Erfolg von The First Take eine Verschiebung der musikalischen Vorlieben in der Öffentlichkeit zeige, was darauf hindeute, dass „glatter, manikürter Pop out und Authentizität – oder zumindest der Anschein von Authentizität – in ist.“
Mehrere Aufnahmen des Kanals sind auch als digitaler Musikdownload verfügbar. The First Take ist eine Marke von Sony Music Entertainment Japan.

## Geschichte
Am 15. November 2019 veröffentlichte der Kanal sein erstes Video mit Narratage von Adieu. Der am 6. Dezember veröffentlichte Auftritt von LiSA mit Gurenge ging viral und erreichte mehr Aufrufe als das ursprüngliche Musikvideo des Liedes; LiSA wird auch die rasche Popularisierung des Kanals zugeschrieben. Bisher haben vier Videos mehr als 100 Millionen Aufrufe erreicht: Gurenge, Neko und Dry Flower von Yuuri sowie Yoru ni Kakeru von Yoasobi.
Als Reaktion auf den Ausnahmezustand aufgrund der COVID-19-Pandemie wurden im Jahr 2020 mehrere Videos bei den Sängern zuhause aufgenommen und mit The Home Take betitelt. Im Juni 2020 trat die südkoreanische Boyband Stray Kids mit der japanischen Version von Slump auf, als erste ausländische Künstler auf diesem Kanal. Die Gruppe trat im Oktober 2021 erneut auf und sang Mixtape: Oh; es handelte sich um den ersten nicht-japanischsprachigen Song auf The First Take. Weitere bekannte ausländische Künstler mit Auftritten bei The First Take sind unter anderem Pentatonix im Januar 2021, Harry Styles im Juni 2022 und Avril Lavigne im September 2022. Suisei Hoshimachi trat im Januar 2023 als erste virtuelle YouTuberin auf.

## Auftritte
Bei The First Take sind unter anderem aufgetreten:
- 2PM
- Ai
- Amazarashi
- Eir Aoi
- Asian Kung-Fu Generation
- Atarashii Gakko!
- ayaka
- Babymetal
- Burnout Syndromes
- Chemistry
- Creepy Nuts
- Da-Ice
- Glay
- HoneyWorks
- Suisei Hoshimachi
- Tomoyasu Hotei
- HY
- Ikimono Gakari
- JO1
- Juju
- Miliyah Katō
- Avril Lavigne
- LiSA
- Måneskin
- Misia
- Daichi Miura
- miwa
- Mika Nakashima
- Nogizaka46
- Pentatonix
- Porno Graffitti
- Sayuri
- Shiritsu Ebisu Chūgaku
- Stray Kids
- Harry Styles
- Sumika
- Masayuki Suzuki
- Tomorrow X Together
- Yoasobi